# 佐土原遠江守
佐土原 遠江守（さどわら とおとうみのかみ）は、戦国時代から安土桃山時代にかけての武将。日向伊東氏の家臣。実名は不明。伊東四十八城の一つ・日向国諸県郡綾城主。桶平城代。

## 略歴
佐土原氏は、伊東氏5代当主・伊東貞祐の子で祐持（日向伊東氏の祖）の弟・佐土原祐藤を祖とする。
永禄11年（1568年）、伊東祐安は城主・島津義弘不在の飯野城を攻めたが義弘に気付かれ、睨み合いとなったため桶平城を築き、遠江守はその際に城代を務めた。しかし、島津軍の遠矢良賢、黒木実利などの侵攻を食い止めれず敗北を喫する。加えて翌永禄12年（1569年）に伊東義祐の息子義益が急死したため、伊東軍は桶平城に火を放ち飯野・田原陣から撤退した。
天正5年（1577年）、伊東氏が豊後国へ一時的に退去する際には、主君である伊東義祐・祐兵親子に付き従った。